# Al Bidda
Al Bidda (en árabe: البدع‎) es un barrio de Doha (Catar). Durante el siglo xix fue la ciudad más grande de Catar, antes de que Doha, que surgió como un suburbio de Al Bidda, creciera en importancia. Al Bidda fue incorporada como un distrito del municipio de Doha a finales del siglo xx. El Amiri Diwan de Catar (la Oficina Presidencial) ha tenido su sede en Al Bidda desde 1915.

## Etimología
El término Bidda procede de la palabra árabe badaa, que significa «inventar». Cuando esta zona previamente deshabitada fue poblada por primera vez, este asentamiento fue esencialmente inventado, de lo que procede su nombre.

## Historia
La primera mención documentada de Al Bidda fue realizada en 1681, por el convento carmelita, en un informe que describe varios asentamientos en Catar. En este documento se alude a un soberano y un fuerte en los confines de Al Bidda.

### SigloXIX

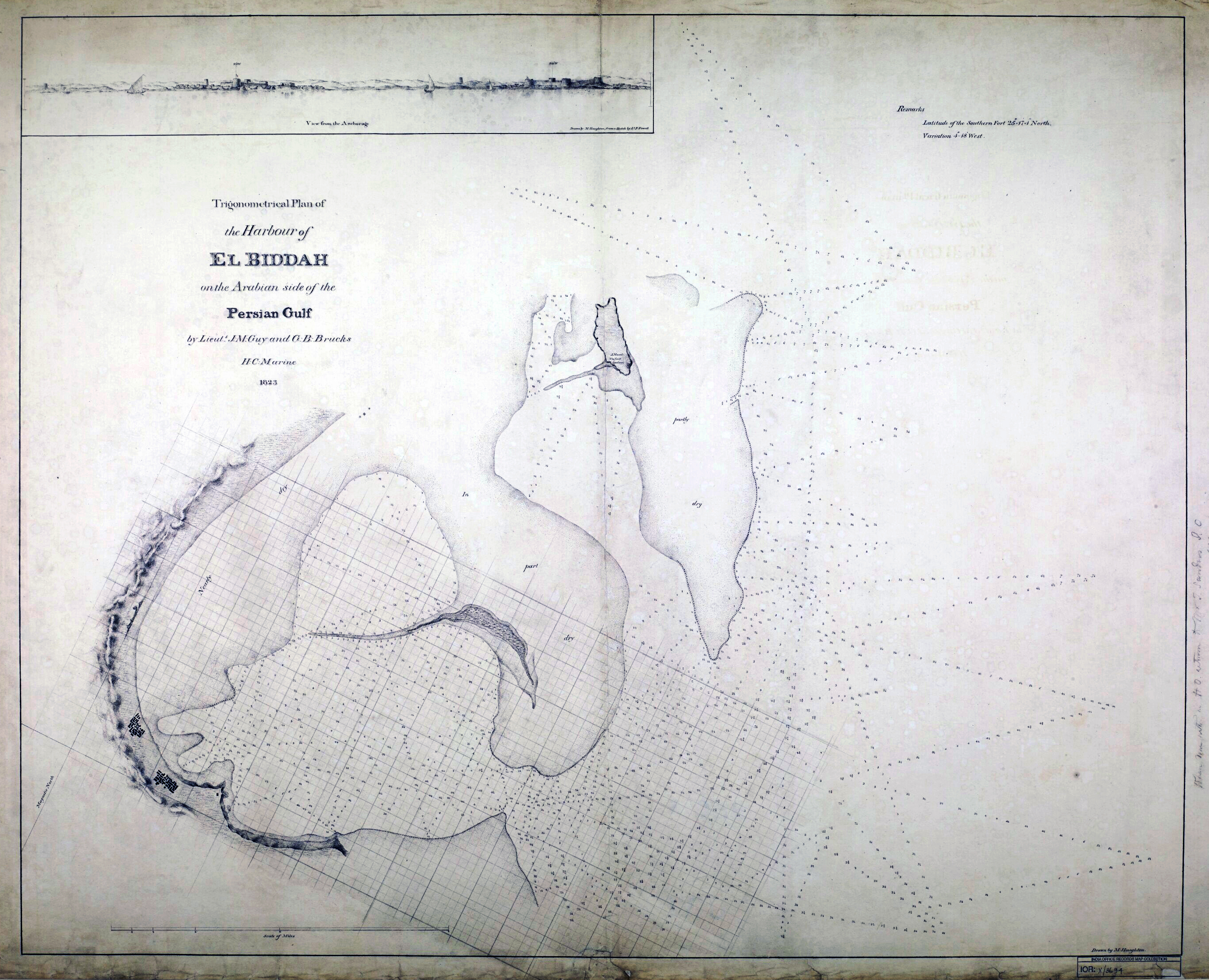
Plano trigonométrico del puerto de El Biddah en el lado árabe del golfo Pérsico, 1823.

Al Bidda se convirtió en la localidad más importante del país tras la decadencia de Zubarah a principios del siglo xix. Doha, la actual capital nacional, se desarrolló a partir de Al Bidda. David Seaton, el embajador británico en Mascate, elaboró una de las primeras descripciones en inglés de Al Bidda en 1801:

Bedih [sic] está situada a 25° 18' de latitud norte, y es una gran bahía abierta llena de arrecifes de coral con una profundidad muy desigual que oscila entre las tres y las doce brazas. El terreno es bajo y arenoso, es difícil verlo a una distancia de diez millas; desde más cerca, parece elevarse gradualmente desde ambos extremos hacia el centro, donde forma una cresta a una distancia de media milla de la costa. Bajo esta cresta, cerca del mar, hay dos montículos y un valle entre ellos. Junto a cada uno de estos montículos hay un banco de arena con media braza con marea alta y entre ellos un canal con una braza y media, y a una milla y media de distancia tres brazas. En el montículo norte hay una casa fortificada con una muralla y una torre cuadrada; en el valle, un parapeto con dos cañones; y en el montículo sur, dos grandes cabañas con alguna clase de defensa. Media milla al sur, cerca de la cresta, hay otro edificio cuadrado con una bandera. Bajo el montículo norte hay una playa de arena en la cual estaban amarrados dos Buglas, un Dow y un Botella [diferentes tipos de barcos] con un parapeto de piedra. El único lugar de desembarco directo es la desembocadura del valle, pero se producirían grandes pérdidas si no se usan barcos para alejar al enemigo, dado que está flanqueado por el parapeto y los barcos, en los cuales había varios hombres y diez cañones, y frente a los dos cañones del valle. Unas dos millas al sur hay una playa arenosa sin cobertura de los tiradores del enemigo, pero el edificio cuadrado con la bandera tiene que ser asaltado antes de que puedan tomarse los montículos.

En enero de 1823, el embajador John MacLeod visitó Al Bidda para encontrarse con el soberano y fundador de Doha, Buhur bin Jubrun, que también era el jefe de la tribu boainainita. MacLeod señaló que Al Bidda era el único puerto comercial significativo de la península en esa época. Tras la fundación de Doha, los registros escritos a menudo confundían Al Bidda y Doha debido a la estrecha cercanía de estos dos asentamientos. Posteriormente, en ese mismo año, el teniente Guy y el teniente Brucks elaboraron un mapa de la zona y una descripción escrita de estas dos localidades. Pese a que en el mapa los representaron como dos asentamientos separados, en la descripción escrita eran designados bajo el nombre colectivo de Al Bidda.

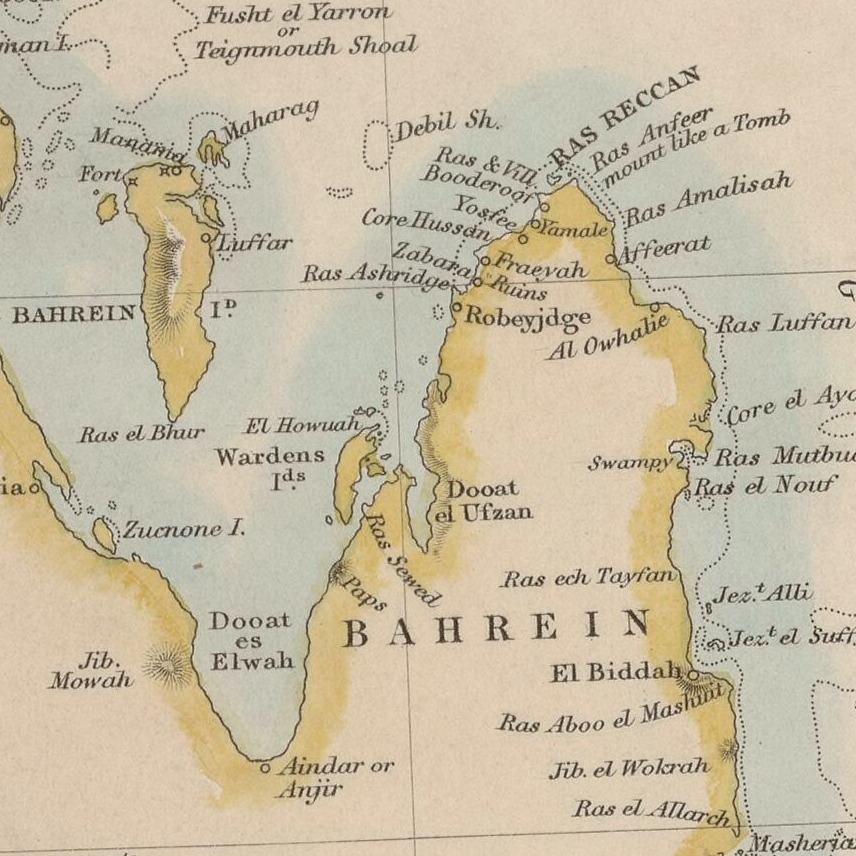
Un mapa de 1849 de Baréin y la actual Catar que representa Al Bidda.

En 1847, Al Bidda fue demolida por el jeque de Baréin y sus habitantes fueron deportados a Baréin. El jeque también impuso un bloqueo económico sobre la ciudad en 1852. En 1867, Baréin envió un gran número de barcos y tropas para castigar a los pueblos de Al Wakrah y Al Bidda. Abu Dabi se unió a la intervención a favor de Baréin debido a que se creía que Al Wakrah servía como refugio para fugitivos de Omán. Más tarde en ese mismo año, las fuerzas conjuntas de Baréin y Abu Dabi deportaron a dos mil hombres de las dos localidades cataríes antedichas en la que sería conocida como la guerra catarí–bareiní. Posteriormente, un documento británico afirmó que «a finales de 1867, las ciudades de Doha y Wakrah fueron borradas temporalmente del mapa, sus casas fueron desmanteladas y sus habitantes deportados».
A principios de 1871, la ciudad se convirtió en una base de operaciones para los beduinos que resistían al dominio otomano después de que estos hubieran establecido una presencia firme en el este de la península arábiga en ese mismo año. En diciembre de 1871, el emir Jassim bin Mohammed autorizó a los otomanos a que mandaran cien soldados y equipamiento militar a Al Bidda. Poco después, Catar fue asimilada como una provincia del Imperio otomano, y Al Bidda fue reconocida como la capital provincial oficial.
El fuerte de Al Bidda sirvió como el último baluarte de las tropas otomanas en la batalla de Al Wajbah de 1893, en la que se rindieron después de que las tropas cataríes de Jassim bin Mohammed cortaran el suministro de agua de la ciudad y asediaran la fortaleza. Un informe otomano elaborado en ese mismo año afirmaba que Al Bidda y Doha tenían una población combinada de seis mil habitantes, y se refería conjuntamente a ambas ciudades con el nombre de Katar. Al Bidda era descrita como la sección occidental de Katar, y se afirmaba que alojaba principalmente a miembros de las tribus Al Kuwari y Soudan.

### SigloXX
La Gacetera del Golfo Pérsico, Omán y Arabia Central de John Gordon Lorimer, publicada originalmente en 1908, describe Al Bidda como una gran ciudad que era un puerto natural debido a sus arrecifes, pero afirma que no podían pasar los barcos de más de quince pies de calado. El terreno es descrito como un desierto pedregoso que está a unos doce o quince metros sobre el nivel del mar. La mayoría de su población se dedicaba a la pesca de perlas y estaba compuesta por tribus cataríes como la Al Soudan, comerciantes bareiníes e inmigrantes procedentes de Al Hasa.

## Geografía
Al Bidda está delimitado por las siguientes calles:
- Al sur por la calle Al Rayyan, que limita con Mushayrib.
- Al este por la calle Mohammed Bin Jassim, que limita con Al Jasrah.
- Al noroeste por la calle Rumeilah, que limita con Rumeilah (zona 12).
- Al oeste por la calle Onaiza, que limita con Rumeilah (zona 21).

## Lugares de interés

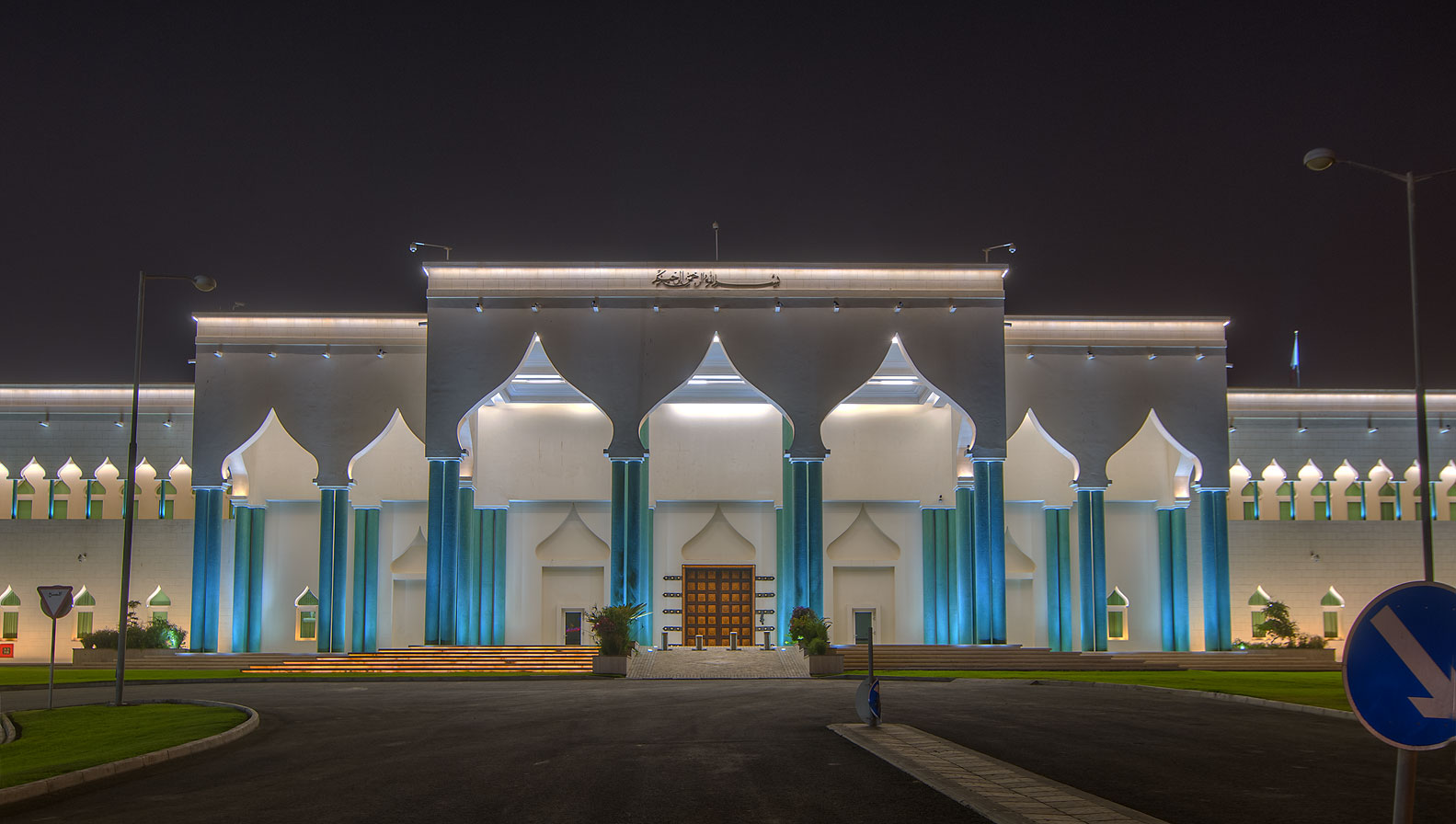
Vista nocturna del Amiri Diwan en Al Bidda.

Entre los lugares de interés de Al Bidda destacan los siguientes:
- La mezquita Al Sheukh en la calle Al Qasr.[3]
- La torre histórica de Al Bidda en la calle Umm Al Dome.[3]
- El fuerte de Al Bidda en Jebel Soudan.[19]
- El parque Al Bidda oeste en la calle Al Rayyan.[3]
- La Bolera de Catar (bajo los auspicios del Comité Olímpico de Catar) en la calle Al Qurtubi.[3]
- El Amiri Diwan en la corniche de Doha.[3]
- La torre del reloj de Al Bidda en la corniche de Doha.[3]
- El parque Al Bidda (conocido antiguamente como parque Rumaila) en la corniche de Doha, que está dividido en dos partes por la calle Rumeilah: una parte está en Al Bidda y la otra en Rumeilah.[3]
- La Al Bidda Tower, un rascacielos de 215 metros de altura y 43 plantas con una superficie alquilable total de 41 500 m². Su diseño se caracteriza por su fachada retorcida y alberga espacio comercial, oficinas, galerías de arte, restaurantes y un gimnasio.[20]

## Transporte
Las arterias principales que atraviesan el barrio son la calle Qalat Al Askar, la calle Jassim Bin Mohammed, la corniche de Doha y la calle Al Rayyan. La estación de Al Bidda del Metro de Doha sirve como intercambiador entre la línea roja y la línea verde. Como parte de la primera fase del metro, esta estación fue inaugurada el 10 de diciembre de 2019, junto con todas las demás estaciones de la línea verde. Está situada en el parque Al Bidda, junto a la calle Al Rayyan, y es una de las más importantes del Metro de Doha ya que conecta dos de las tres líneas actuales del sistema. Entre las instalaciones de la estación se encuentra una máquina de autoservicio de Ooredoo, una sala de oración y aseos. A poca distancia están el parque Al Bidda y la Bolera de Catar.

## Demografía

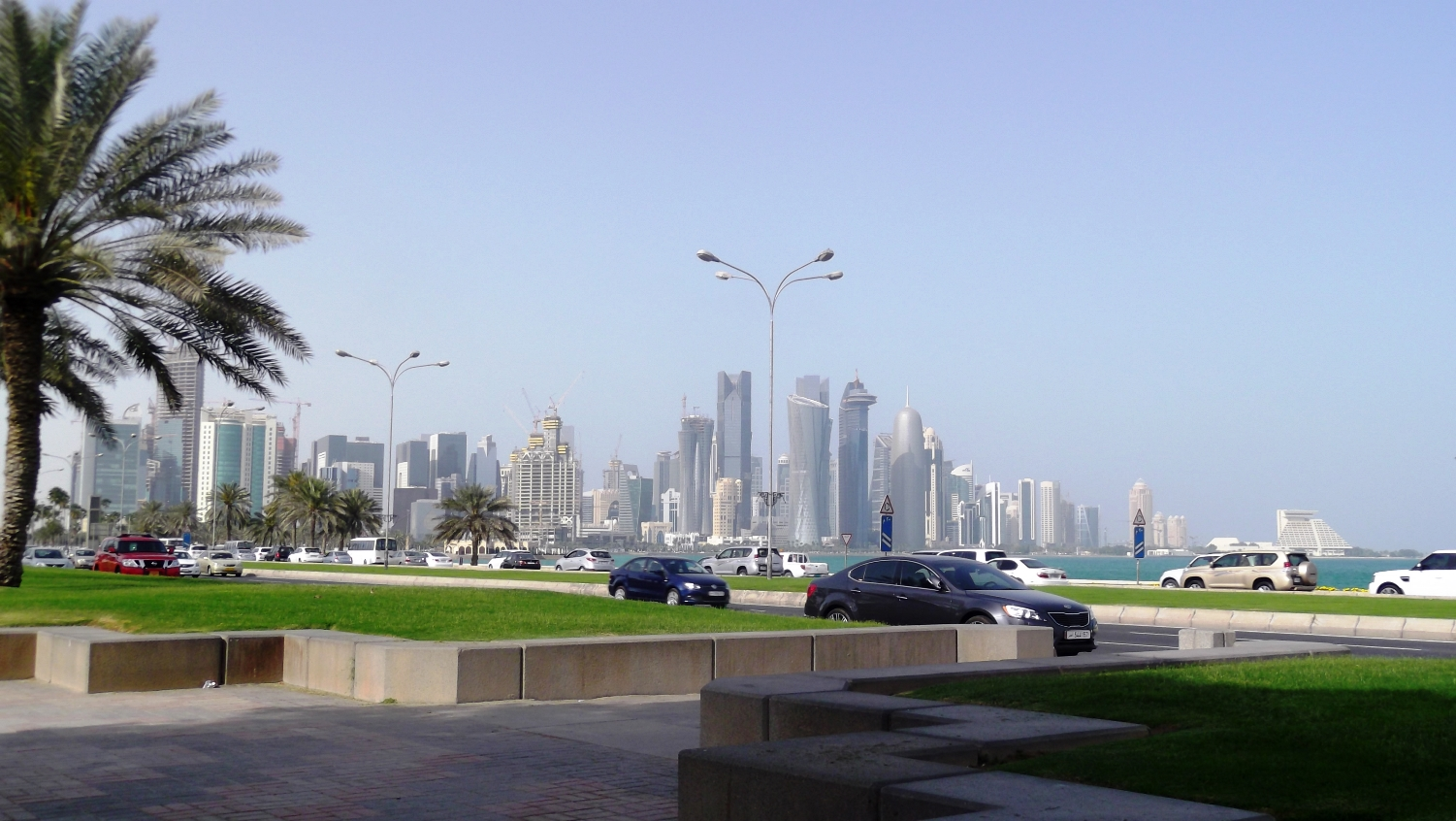
El skyline de Doha visto desde el parque Al Bidda.

Según el censo de 2010, el barrio comprendía noventa y un hogares y seis establecimientos. Había 1102 residentes en el barrio, de los cuales el 98 % eran hombres y el 2 % eran mujeres. De los 1102 habitantes, el 99 % eran mayores de veinte años y el 1 % eran menores de veinte años. Las personas con empleo suponían el 99 % de la población. Las mujeres representaban el 1 % de la población trabajadora, mientras que los hombres representaban el 99 %.
| Año  | Población |
| ---- | --------- |
| 1986 | 4436      |
| 1997 | 3558      |
| 2004 | 1379      |
| 2010 | 1102      |